# ウィノナ駅
ウィノナ駅（英語: Winona station）はアメリカ合衆国ミネソタ州ウィノナ イースト・マーク・ストリート65にある駅。 全米各地を結ぶ旅客鉄道のアムトラックが乗り入れている。

## 概要
ウィノナ州立大学メインキャンパスの東に位置するウィノナ駅はミルウォーキー鉄道として知られるシカゴ・ミルウォーキー・アンド・セントポール鉄道の駅として1888年に建設された。当時の社会規範に沿って、駅舎は中央に位置する切符売り場で男女の待合室が分けられていた。現在、待合室の1つは乗客用で、もう1つの待合室は、カナディアン・パシフィック鉄道（CP）の事務所として利用されている。
1980年にウィノナの旧シカゴ・アンド・ノース・ウェスタン鉄道の駅舎が解体された後、市民はミルウォーキー鉄道の駅の整備に関心を寄せた。ミルウォーキー鉄道の資産を購入したカナディアン・パシフィック鉄道は、市役所の要請を受けて屋根や窓の修理に着手した。地元のボランティアは、プロジェクトのために追加の資金を調達し、建物の塗装や景観の維持に時間と労力を掛けた。当駅は2013年に国家歴史登録財として登録された

## 利用可能な鉄道路線／列車
アムトラックの停車する列車は下記の通り。
シカゴとシアトル / ポートランド間の夜行長距離列車エンパイア・ビルダー … 1往復 発着
※当駅にはシカゴ - シアトル間、シカゴ - ポートランド間の編成とも停車。ワシントン州のスポケーン駅にて連結および切り離しを行う。